# ستيفان درازيتش
ستيفان درازيتش هو لاعب كرة قدم صربي في مركز الهجوم، ولد في 14 أغسطس 1992 في بلغراد في صربيا. شارك مع منتخب صربيا تحت 19 سنة لكرة القدم. أما مع النوادي، فقد لعب مع FK Javor Ivanjica ‏.

## وصلات خارجية
- ستيفان درازيتش على موقع قاعدة بيانات كرة القدم.إي يو (الإنجليزية)
- ستيفان درازيتش على موقع Soccerbase.com (لاعب) (الإنجليزية)
- ستيفان درازيتش على موقع Soccerway.com (الإنجليزية)
- ستيفان درازيتش على موقع عالم كرة القدم.نت (الإنجليزية)